# Grand Prix de Patinação Artística no Gelo de 2008–09
O Grand Prix de Patinação Artística no Gelo de 2008–09 foi a décima quarta temporada do Grand Prix ISU, uma série de competições de patinação artística no gelo disputada na temporada 2008–09. São distribuídas medalhas em quatro disciplinas, individual masculino e individual feminino, duplas e dança no gelo. Os patinadores ganham pontos com base na sua posição em cada evento e os seis primeiros de cada disciplina são qualificados para competir na final do Grand Prix, realizada em Goyang, Coreia do Sul.
A competição foi organizada pela União Internacional de Patinação (em inglês:  International Skating Union), a série Grand Prix começou em 23 de outubro e continuaram até 14 dezembro de 2008.

## Calendário
| #     | Evento                             | Localização                 | Data                        |
| ----- | ---------------------------------- | --------------------------- | --------------------------- |
| 1     | Skate America de 2008              | Everett, WA, Estados Unidos | 23–26 de outubro            |
| 2     | Skate Canada International de 2008 | Ottawa, ON, Canadá          | 31 de outubro–2 de novembro |
| 3     | Cup of China de 2008               | Pequim, China               | 6–9 de novembro             |
| 4     | Trophée Éric Bompard de 2008       | Paris, França               | 13–16 de novembro           |
| 5     | Cup of Russia de 2008              | Moscou, Rússia              | 20–23 de novembro           |
| 6     | NHK Trophy de 2008                 | Tóquio, Japão               | 27–30 de novembro           |
| Final | Final do Grand Prix de 2008–09     | Goyang, Coreia do Sul       | 10–14 de dezembro           |

## Medalhistas

### Skate America
| Evento                        | Ouro                                             | Prata                                                | Bronze                                    | Ref   |
| Individual masculino detalhes | Takahiko Kozuka · Japão                          | Johnny Weir · Estados Unidos                         | Evan Lysacek · Estados Unidos             | [ 1 ] |
| Individual feminino detalhes  | Kim Yu-Na · Coreia do Sul                        | Yukari Nakano · Japão                                | Miki Ando · Japão                         | [ 2 ] |
| Duplas detalhes               | Aliona Savchenko · Robin Szolkowy · Alemanha     | Keauna McLaughlin · Rockne Brubaker · Estados Unidos | Maria Mukhortova · Maxim Trankov · Rússia | [ 3 ] |
| Dança no gelo detalhes        | Isabelle Delobel · Olivier Schoenfelder · França | Tanith Belbin · Benjamin Agosto · Estados Unidos     | Sinead Kerr · John Kerr · Reino Unido     | [ 4 ] |

### Skate Canada International
| Evento                        | Ouro                                         | Prata                                 | Bronze                                               | Ref   |
| Individual masculino detalhes | Patrick Chan · Canadá                        | Ryan Bradley · Estados Unidos         | Evan Lysacek · Estados Unidos                        | [ 5 ] |
| Individual feminino detalhes  | Joannie Rochette · Canadá                    | Fumie Suguri · Japão                  | Alissa Czisny · Estados Unidos                       | [ 6 ] |
| Duplas detalhes               | Yuko Kawaguchi · Alexander Smirnov · Rússia  | Jessica Dubé · Bryce Davison · Canadá | Keauna McLaughlin · Rockne Brubaker · Estados Unidos | [ 7 ] |
| Dança no gelo detalhes        | Meryl Davis · Charlie White · Estados Unidos | Vanessa Crone · Paul Poirier · Canadá | Nathalie Péchalat · Fabian Bourzat · França          | [ 8 ] |

### Cup of China
| Evento                        | Ouro                                     | Prata                                            | Bronze                                    | Ref    |
| Individual masculino detalhes | Jeremy Abbott · Estados Unidos           | Stephen Carriere · Estados Unidos                | Tomáš Verner · República Tcheca           | [ 9 ]  |
| Individual feminino detalhes  | Kim Yu-Na · Coreia do Sul                | Miki Ando · Japão                                | Laura Lepistö · Finlândia                 | [ 10 ] |
| Duplas detalhes               | Zhang Dan · Zhang Hao · China            | Tatiana Volosozhar · Stanislav Morozov · Ucrânia | Pang Qing · Tong Jian · China             | [ 11 ] |
| Dança no gelo detalhes        | Oksana Domnina · Maxim Shabalin · Rússia | Tanith Belbin · Benjamin Agosto · Estados Unidos | Jana Khokhlova · Sergei Novitski · Rússia | [ 12 ] |

### Trophée Éric Bompard
| Evento                        | Ouro                                             | Prata                                     | Bronze                                 | Ref    |
| Individual masculino detalhes | Patrick Chan · Canadá                            | Takahiko Kozuka · Japão                   | Alban Préaubert · França               | [ 13 ] |
| Individual feminino detalhes  | Joannie Rochette · Canadá                        | Mao Asada · Japão                         | Caroline Zhang · Estados Unidos        | [ 14 ] |
| Duplas detalhes               | Aliona Savchenko · Robin Szolkowy · Alemanha     | Maria Mukhortova · Maxim Trankov · Rússia | Meagan Duhamel · Craig Buntin · Canadá | [ 15 ] |
| Dança no gelo detalhes        | Isabelle Delobel · Olivier Schoenfelder · França | Federica Faiella · Massimo Scali · Itália | Sinead Kerr · John Kerr · Reino Unido  | [ 16 ] |

### Rostelecom Cup
| Evento                        | Ouro                                      | Prata                                      | Bronze                                           | Ref    |
| Individual masculino detalhes | Brian Joubert · França                    | Tomáš Verner · República Tcheca            | Alban Préaubert · França                         | [ 17 ] |
| Individual feminino detalhes  | Carolina Kostner · Itália                 | Rachael Flatt · Estados Unidos             | Fumie Suguri · Japão                             | [ 18 ] |
| Duplas detalhes               | Zhang Dan · Zhang Hao · China             | Yuko Kavaguti · Alexander Smirnov · Rússia | Tatiana Volosozhar · Stanislav Morozov · Ucrânia | [ 19 ] |
| Dança no gelo detalhes        | Jana Khokhlova · Sergei Novitski · Rússia | Oksana Domnina · Maxim Shabalin · Rússia   | Meryl Davis · Charlie White · Estados Unidos     | [ 20 ] |

### NHK Trophy
| Evento                        | Ouro                                      | Prata                                       | Bronze                                        | Ref    |
| Individual masculino detalhes | Nobunari Oda · Japão                      | Johnny Weir · Estados Unidos                | Yannick Ponsero · França                      | [ 21 ] |
| Individual feminino detalhes  | Mao Asada · Japão                         | Akiko Suzuki · Japão                        | Yukari Nakano · Japão                         | [ 22 ] |
| Duplas detalhes               | Pang Qing · Tong Jian · China             | Rena Inoue · John Baldwin · Estados Unidos  | Jessica Dubé · Bryce Davison · Canadá         | [ 23 ] |
| Dança no gelo detalhes        | Federica Faiella · Massimo Scali · Itália | Nathalie Péchalat · Fabian Bourzat · França | Emily Samuelson · Evan Bates · Estados Unidos | [ 24 ] |

### Final do Grand Prix
| Evento                        | Ouro                                             | Prata                                    | Bronze                                       | Ref    |
| Individual masculino detalhes | Jeremy Abbott · Estados Unidos                   | Takahiko Kozuka · Japão                  | Johnny Weir · Estados Unidos                 | [ 25 ] |
| Individual feminino detalhes  | Mao Asada · Japão                                | Kim Yu-Na · Coreia do Sul                | Carolina Kostner · Itália                    | [ 26 ] |
| Duplas detalhes               | Pang Qing · Tong Jian · China                    | Zhang Dan · Zhang Hao · China            | Aliona Savchenko · Robin Szolkowy · Alemanha | [ 27 ] |
| Dança no gelo detalhes        | Isabelle Delobel · Olivier Schoenfelder · França | Oksana Domnina · Maxim Shabalin · Rússia | Meryl Davis · Charlie White · Estados Unidos | [ 28 ] |

## Qualificação
|  | Patinadores qualificados para a Final do Grand Prix |
|  | Substitutos                                         |

### Individual masculino
| Classificação | Classificação        | Classificação    | Classificação | Classificação | Classificação | Classificação | Classificação | Classificação | Classificação |
| Pos.          | Nome                 | Nacionalidade    | USA           | CAN           | CHN           | FRA           | RUS           | JPN           | Total         |
| ------------- | -------------------- | ---------------- | ------------- | ------------- | ------------- | ------------- | ------------- | ------------- | ------------- |
| 1             | Patrick Chan         | Canadá           | –             | 15            | –             | 15            | –             | –             | 30            |
| 2             | Takahiko Kozuka      | Japão            | 15            | –             | –             | 13            | –             | –             | 28            |
| 3             | Johnny Weir          | Estados Unidos   | 13            | –             | –             | –             | –             | 13            | 26            |
| 4             | Brian Joubert        | França           | –             | –             | –             | 9             | 15            | –             | 24            |
| 5             | Jeremy Abbott        | Estados Unidos   | –             | –             | 15            | –             | 9             | –             | 24            |
| 6             | Tomas Verner         | República Tcheca | –             | –             | 11            | –             | 13            | –             | 24            |
| 7             | Alban Preaubert      | França           | –             | –             | –             | 11            | 11            | –             | 22            |
| 8             | Evan Lysacek         | Estados Unidos   | 11            | 11            | –             | –             | –             | –             | 22            |
| 9             | Yannick Ponsero      | França           | –             | 9             | –             | –             | –             | 11            | 20            |
| 10            | Stephen Carriere     | Estados Unidos   | –             | –             | 13            | –             | –             | 5             | 18            |
| 11            | Kevin Reynolds       | Canadá           | 9             | –             | –             | –             | –             | 9             | 18            |
| 12            | Ryan Bradley         | Estados Unidos   | –             | 13            | –             | 4             | –             | –             | 17            |
| 13            | Nobunari Oda         | Japão            | –             | –             | –             | –             | –             | 15            | 15            |
| 14            | Shawn Sawyer         | Canadá           | 7             | 7             | –             | –             | –             | –             | 14            |
| 15            | Brandon Mroz         | Estados Unidos   | –             | 4             | –             | 7             | –             | –             | 11            |
| 16            | Adam Rippon          | Estados Unidos   | 3             | –             | –             | –             | 7             | –             | 10            |
| 17            | Artem Borodulin      | Rússia           | –             | –             | 9             | –             | 0             | –             | 9             |
| 18            | Sergei Voronov       | Rússia           | –             | 5             | –             | –             | 4             | –             | 9             |
| 19            | Wu Jialiang          | China            | –             | –             | 5             | 3             | –             | –             | 8             |
| 20            | Adrian Schultheiss   | Suécia           | 4             | –             | –             | –             | –             | 4             | 8             |
| 21            | Vaughn Chipeur       | Canadá           | –             | –             | 7             | –             | 0             | –             | 7             |
| 22            | Takahito Mura        | Japão            | –             | –             | –             | –             | –             | 7             | 7             |
| 23            | Kristoffer Berntsson | Suécia           | –             | –             | 3             | –             | 3             | –             | 6             |
| 24            | Yasuharu Nanri       | Japão            | –             | 3             | –             | –             | –             | 3             | 6             |
| 25            | Alexander Uspenski   | Rússia           | 5             | –             | –             | –             | 0             | –             | 5             |
| 26            | Peter Liebers        | Alemanha         | –             | –             | –             | 5             | –             | 0             | 5             |
| 27            | Kevin Van der Perren | Bélgica          | –             | –             | –             | –             | 5             | –             | 5             |
| 28            | Jeremy Ten           | Canadá           | –             | 0             | 4             | –             | –             | –             | 4             |
| 29            | Igor Macypura        | Eslováquia       | 0             | –             | –             | 0             | –             | –             | 0             |
| 30            | Anton Kovalevski     | Ucrânia          | –             | 0             | –             | –             | –             | 0             | 0             |
| 31            | Andrei Lutai         | Rússia           | –             | –             | –             | 0             | –             | 0             | 0             |
| 32            | Gregor Urbas         | Eslovênia        | –             | –             | –             | 0             | –             | –             | 0             |
| 33            | Gao Song             | China            | –             | –             | 0             | –             | –             | –             | 0             |
| 34            | Kensuke Nakaniwa     | Japão            | –             | –             | 0             | –             | –             | –             | 0             |
| 35            | Ian Martinez         | Canadá           | 0             | –             | –             | –             | –             | –             | 0             |
| 36            | Li Chengjiang        | China            | –             | –             | –             | –             | 0             | –             | 0             |
| 37            | Xu Ming              | China            | –             | –             | 0             | –             | –             | –             | 0             |
| 38            | Vladimir Uspenski    | Rússia           | –             | 0             | –             | –             | –             | –             | 0             |
| 39            | Jamal Othman         | Suíça            | –             | –             | –             | –             | –             | 0             | 0             |
| 40            | Yoann Deslot         | França           | –             | –             | –             | 0             | –             | –             | 0             |
| 41            | Daisuke Takahashi    | Japão            | –             | –             | w             | –             | –             | –             | 0             |

### Individual feminino
| Classificação | Classificação           | Classificação  | Classificação | Classificação | Classificação | Classificação | Classificação | Classificação | Classificação |
| Pos.          | Nome                    | Nacionalidade  | USA           | CAN           | CHN           | FRA           | RUS           | JPN           | Total         |
| ------------- | ----------------------- | -------------- | ------------- | ------------- | ------------- | ------------- | ------------- | ------------- | ------------- |
| 1             | Kim Yuna                | Coreia do Sul  | 15            | –             | 15            | –             | –             | –             | 30            |
| 2             | Joannie Rochette        | Canadá         | –             | 15            | –             | 15            | –             | –             | 30            |
| 3             | Mao Asada               | Japão          | –             | –             | –             | 13            | –             | 15            | 28            |
| 4             | Carolina Kostner        | Itália         | –             | 9             | –             | –             | 15            | –             | 24            |
| 5             | Yukari Nakano           | Japão          | 13            | –             | –             | –             | –             | 11            | 24            |
| 6             | Miki Ando               | Japão          | 11            | –             | 13            | –             | –             | –             | 24            |
| 7             | Fumie Suguri            | Japão          | –             | 13            | –             | –             | 11            | –             | 24            |
| 8             | Rachael Flatt           | Estados Unidos | 9             | –             | –             | –             | 13            | –             | 22            |
| 9             | Alissa Czisny           | Estados Unidos | –             | 11            | –             | –             | 9             | –             | 20            |
| 10            | Laura Lepisto           | Finlândia      | –             | –             | 11            | –             | –             | 7             | 18            |
| 11            | Caroline Zhang          | Estados Unidos | –             | 7             | –             | 11            | –             | –             | 18            |
| 12            | Ashley Wagner           | Estados Unidos | –             | –             | 9             | –             | –             | 9             | 18            |
| 13            | Akiko Suzuki            | Japão          | –             | –             | –             | –             | –             | 13            | 13            |
| 14            | Susanna Pöykiö          | Finlândia      | 5             | –             | 7             | –             | –             | –             | 12            |
| 15            | Beatrisa Liang          | Estados Unidos | –             | 5             | –             | 7             | –             | –             | 12            |
| 16            | Alena Leonova           | Rússia         | –             | –             | 4             | –             | 7             | –             | 11            |
| 17            | Mirai Nagasu            | Estados Unidos | 7             | –             | –             | –             | –             | 3             | 10            |
| 18            | Candice Didier          | França         | –             | –             | –             | 9             | –             | –             | 9             |
| 19            | Katrina Hacker          | Estados Unidos | –             | –             | 3             | –             | –             | 5             | 8             |
| 20            | Cynthia Phaneuf         | Canadá         | –             | 3             | –             | –             | –             | 4             | 7             |
| 21            | Kimmie Meissner         | Estados Unidos | 3             | –             | –             | –             | 3             | –             | 6             |
| 22            | Elena Glebova           | Estônia        | –             | 0             | –             | –             | 5             | –             | 5             |
| 23            | Xu Binshu               | China          | –             | –             | 0             | 5             | –             | –             | 5             |
| 24            | Sarah Meier             | Suíça          | –             | –             | 5             | –             | –             | –             | 5             |
| 25            | Mira Leung              | Canadá         | 4             | –             | 0             | –             | –             | –             | 4             |
| 26            | Jenna Mccorkell         | Reino Unido    | –             | 4             | –             | –             | –             | –             | 4             |
| 27            | Julia Sebestyen         | Hungria        | –             | –             | –             | –             | 4             | –             | 4             |
| 28            | Elene Gedevanishvili    | Geórgia        | –             | –             | –             | 4             | –             | –             | 4             |
| 29            | Anastasia Gimazetdinova | Uzbequistão    | –             | –             | –             | 3             | –             | 0             | 3             |
| 30            | Liu Yan                 | China          | 0             | –             | 0             | –             | –             | –             | 0             |
| 31            | Kim Na-young            | Coreia do Sul  | –             | –             | –             | –             | 0             | 0             | 0             |
| 32            | Nana Takeda             | Japão          | –             | 0             | –             | –             | –             | –             | 0             |
| 33            | Emily Hughes            | Estados Unidos | –             | –             | –             | 0             | –             | –             | 0             |
| 34            | Annette Dytrt           | Alemanha       | 0             | –             | –             | –             | –             | 0             | 0             |
| 35            | Nina Petushkova         | Rússia         | –             | –             | –             | –             | 0             | –             | 0             |
| 36            | Jenni Vähämaa           | Finlândia      | –             | 0             | –             | –             | –             | –             | 0             |
| 37            | Gwendoline Didier       | França         | –             | –             | –             | 0             | –             | –             | 0             |
| 38            | Tugba Karademir         | Turquia        | 0             | –             | –             | –             | –             | –             | 0             |
| 39            | Katarina Gerboldt       | Rússia         | –             | –             | –             | –             | w             | 0             | 0             |
| 40            | Myriane Samson          | Canadá         | –             | 0             | –             | –             | –             | –             | 0             |
| 41            | Wang Yueren             | China          | –             | –             | 0             | –             | –             | –             | 0             |
| 42            | Valentina Marchei       | Itália         | r             | –             | –             | –             | –             | –             | 0             |

### Duplas
| Classificação | Classificação                           | Classificação  | Classificação | Classificação | Classificação | Classificação | Classificação | Classificação | Classificação |
| Pos.          | Nome                                    | Nacionalidade  | USA           | CAN           | CHN           | FRA           | RUS           | JPN           | Total         |
| ------------- | --------------------------------------- | -------------- | ------------- | ------------- | ------------- | ------------- | ------------- | ------------- | ------------- |
| 1             | Aliona Savchenko / Robin Szolkowy       | Alemanha       | 15            | –             | –             | 15            | –             | –             | 30            |
| 2             | Zhang Dan / Zhang Hao                   | China          | –             | –             | 15            | –             | 15            | –             | 30            |
| 3             | Yuko Kawaguchi / Alexander Smirnov      | Rússia         | –             | 15            | –             | –             | 13            | –             | 28            |
| 4             | Pang Qing / Tong Jian                   | China          | –             | –             | 11            | –             | –             | 15            | 26            |
| 5             | Tatiana Volosozhar / Stanislav Morozov  | Ucrânia        | –             | –             | 13            | –             | 11            | –             | 24            |
| 6             | Maria Mukhortova / Maxim Trankov        | Rússia         | 11            | –             | –             | 13            | –             | –             | 24            |
| 7             | Keauna Mclaughlin / Rockne Brubaker     | Estados Unidos | 13            | 11            | –             | –             | –             | –             | 24            |
| 8             | Jessica Dube / Bryce Davison            | Canadá         | –             | 13            | –             | –             | –             | 11            | 24            |
| 9             | Rena Inoue / John Baldwin               | Estados Unidos | 7             | –             | –             | –             | –             | 13            | 20            |
| 10            | Meagan Duhamel / Craig Buntin           | Canadá         | 9             | –             | –             | 11            | –             | –             | 20            |
| 11            | Mylene Brodeur / John Mattatall         | Canadá         | –             | 9             | 5             | –             | –             | –             | 14            |
| 12            | Tiffany Vise / Derek Trent              | Estados Unidos | –             | 7             | –             | 7             | –             | –             | 14            |
| 13            | Amanda Evora / Mark Ladwig              | Estados Unidos | –             | 0             | 9             | –             | –             | –             | 9             |
| 14            | Dong Huibo / Wu Yiming                  | China          | –             | 0             | –             | 9             | –             | –             | 9             |
| 15            | Lubov Iliushechkina / Nodari Maisuradze | Rússia         | –             | –             | –             | –             | 9             | –             | 9             |
| 16            | Stacey Kemp / David King                | Reino Unido    | –             | –             | –             | –             | –             | 9             | 9             |
| 17            | Zhang Yue / Wang Lei                    | China          | 0             | –             | 7             | –             | –             | –             | 7             |
| 18            | Ksenia Ozerova / Alexander Enbert       | Rússia         | –             | –             | –             | –             | 7             | –             | 7             |
| 19            | Maria Sergejeva / Ilja Glebov           | Estônia        | –             | –             | –             | –             | –             | 7             | 7             |
| 20            | Adeline Canac / Maximin Coia            | França         | 0             | –             | –             | 5             | –             | –             | 5             |
| 21            | Monica Pisotta / Michael Stewart        | Canadá         | –             | –             | –             | –             | 5             | 0             | 5             |
| 22            | Caitlin Yankowskas / John Coughlin      | Estados Unidos | 5             | –             | –             | –             | –             | –             | 5             |
| 23            | Rachel Kirkland / Eric Radford          | Canadá         | –             | 5             | –             | –             | –             | –             | 5             |
| 24            | Laura Magitteri / Ondrej Hotarek        | Itália         | –             | –             | –             | –             | –             | 5             | 5             |
| 25            | Meeran Trombley / Laureano Ibarra       | Estados Unidos | –             | –             | –             | –             | –             | 0             | 0             |
| 26            | Vanessa James / Yannick Bonheur         | França         | –             | –             | –             | 0             | –             | –             | 0             |
| 27            | Chelsi Guillen / Danny Curzon           | Estados Unidos | –             | –             | 0             | –             | –             | –             | 0             |
| 28            | Amanda Velenosi / Mark Fernandez        | Canadá         | –             | –             | –             | –             | 0             | –             | 0             |
| 29            | Melodie Chataigner / Medhi Bouzzine     | França         | –             | –             | –             | 0             | –             | –             | 0             |
| 30            | Ekaterina Sokolova / Fedor Sokolov      | Israel         | –             | –             | –             | –             | 0             | –             | 0             |

### Dança no gelo
| Classificação | Classificação                           | Classificação  | Classificação | Classificação | Classificação | Classificação | Classificação | Classificação | Classificação |
| Pos.          | Nome                                    | Nacionalidade  | USA           | CAN           | CHN           | FRA           | RUS           | JPN           | Total         |
| ------------- | --------------------------------------- | -------------- | ------------- | ------------- | ------------- | ------------- | ------------- | ------------- | ------------- |
| 1             | Isabelle Delobel / Olivier Schoenfelder | França         | 15            | –             | –             | 15            | –             | –             | 30            |
| 2             | Oksana Domnina / Maxim Shabalin         | Rússia         | –             | –             | 15            | –             | 13            | –             | 28            |
| 3             | Federica Faiella / Massimo Scali        | Itália         | –             | –             | –             | 13            | –             | 15            | 28            |
| 4             | Jana Khokhlova / Sergei Novitski        | Rússia         | –             | –             | 11            | –             | 15            | –             | 26            |
| 5             | Meryl Davis / Charlie White             | Estados Unidos | –             | 15            | –             | –             | 11            | –             | 26            |
| 6             | Tanith Belbin / Benjamin Agosto         | Estados Unidos | 13            | –             | 13            | –             | –             | –             | 26            |
| 7             | Nathalie Pechalat / Fabian Bourzat      | França         | –             | 11            | –             | –             | –             | 13            | 24            |
| 8             | Vanessa Crone / Paul Poirier            | Canadá         | –             | 13            | –             | 9             | –             | –             | 22            |
| 9             | Sinead Kerr / John Kerr                 | Reino Unido    | 11            | –             | –             | 11            | –             | –             | 22            |
| 10            | Emily Samuelson / Evan Bates            | Estados Unidos | 9             | –             | –             | –             | –             | 11            | 20            |
| 11            | Anna Cappellini / Luca Lanotte          | Itália         | –             | –             | 9             | –             | 9             | –             | 18            |
| 12            | Kristina Gorshkova / Vitali Butikov     | Rússia         | –             | 9             | –             | –             | –             | 7             | 16            |
| 13            | Ekaterina Bobrova / Dmitri Soloviev     | Rússia         | –             | 5             | –             | –             | –             | 9             | 14            |
| 14            | Pernelle Carron / Matthieu Jost         | França         | 7             | –             | –             | 7             | –             | –             | 14            |
| 15            | Kimberly Navarro / Brent Bommentre      | Estados Unidos | –             | 7             | –             | –             | –             | 5             | 12            |
| 16            | Alexandra Zaretski / Roman Zaretski     | Israel         | –             | –             | 4             | –             | 7             | –             | 11            |
| 17            | Anna Zadorozhniuk / Sergei Verbillo     | Ucrânia        | –             | –             | 7             | –             | 3             | –             | 10            |
| 18            | Ekaterina Rubleva / Ivan Shefer         | Rússia         | 5             | –             | –             | 4             | –             | –             | 9             |
| 19            | Kaitlyn Weaver / Andrew Poje            | Canadá         | –             | –             | 5             | –             | –             | 4             | 9             |
| 20            | Katherine Copely / Deividas Stagniunas  | Lituânia       | 3             | –             | –             | –             | 5             | –             | 8             |
| 21            | Jennifer Wester / Daniil Barantsev      | Estados Unidos | –             | 4             | –             | 3             | –             | –             | 7             |
| 22            | Kristin Fraser / Igor Lukanin           | Azerbaijão     | –             | –             | –             | 5             | –             | –             | 5             |
| 23            | Jane Summersett / Todd Gilles           | Estados Unidos | 4             | –             | –             | –             | –             | –             | 4             |
| 24            | Anastasia Platonova / Alexander Grachev | Rússia         | –             | –             | –             | –             | 4             | –             | 4             |
| 25            | Yu Xiaoyang / Wang Chen                 | China          | –             | –             | 3             | –             | –             | 0             | 3             |
| 26            | Andrea Chong / Guillame Gfeller         | Canadá         | –             | 3             | –             | –             | –             | –             | 3             |
| 27            | Cathy Reed / Chris Reed                 | Japão          | –             | –             | –             | –             | –             | 3             | 3             |
| 28            | Allie Hann-Mccurdy / Michael Coreno     | Canadá         | 0             | –             | –             | –             | 0             | –             | 0             |
| 29            | Zoe Blanc / Pierre-loup Bouquet         | França         | –             | –             | –             | 0             | 0             | –             | 0             |
| 30            | Huang Xintong / Zheng Xun               | China          | –             | –             | 0             | –             | –             | –             | 0             |
| 31            | Isabella Pajardi / Stefano Caruso       | Itália         | –             | –             | –             | –             | –             | 0             | 0             |
| 32            | Joanna Budner / Jan Moscicki            | Polônia        | –             | –             | –             | 0             | –             | –             | 0             |
| 33            | Guo Jiameimei / Meng Fei                | China          | –             | –             | 0             | –             | –             | –             | 0             |